# Trương Mạc
Trương Mạc (chữ Hán: 张邈; ?-195) hay Trương Mạo, tự Mạnh Trác (孟卓), là một chư hầu quân phiệt vào cuối thời Đông Hán, đầu thời Tam Quốc trong lịch sử Trung Quốc.

## Thời trẻ
Trương Mạc có tên tự là Mạnh Trác, là con nhà quyền quý ở huyện Thọ Trương, quận Đông Bình, thuộc Duyện châu.
Thời trẻ, Trương Mạc có tiếng là hào hiệp, cứu giúp người cùng khổ, dốc hết gia sản để làm việc nghĩa mà không hề tiếc, nên được nhiều kẻ sĩ theo về. Những người có thế lực đương thời như Tào Tháo và Viên Thiệu đều thân với ông.

## Tham gia chống Đổng Trác
Trương Mạc được mời vào công phủ, vì là con nhà quyền quý mà được phong làm Kị đô úy, chuyển làm Thái thú Trần Lưu (thuộc Duyện châu). Năm 190, Trương Mạc cùng Tào Tháo hưởng ứng Viên Thiệu, hợp quân chư hầu chống lại quyền thần Đổng Trác.
Các chư hầu tập kết tại huyện Hoài, quận Hà Nội, huyện Dương Trạc quận Dĩnh Xuyên, huyện Toan Cức và phía bắc huyện Nghiệp.
Đầu năm 191, thấy Đổng Trác đốt kinh thành Lạc Dương bỏ chạy về Trường An, Tào Tháo kiến nghị Viên Thiệu ra quân truy kích nhưng Thiệu không dám ra quân. Tào Tháo đòi đi đánh. Trương Mạc cũng đồng tình, trách cứ Viên Thiệu trước chư hầu. Viên Thiệu bất đắc dĩ cho Tào Tháo vài ngàn quân đi. Trương Mạc cũng sai Vệ Tư (衞茲) dẫn binh theo Tào Tháo. Khi chưa tiến đến Thành Quần, vì ít quân nên Tào Tháo bị tướng của Đổng Trác là Từ Vinh đánh bại, quân chết quá nửa.
Viên Thiệu ghét Trương Mạc vì bị ông chỉ trích thái độ kiêu căng, sai Tào Tháo giết ông, nhưng Tào Tháo không nghe, trách Thiệu rằng: 
"Mạch Trác là bạn thân, phải hay trái cũng nên tha cho hắn. Nay thiên hạ chưa định, chẳng nên tự gây nguy lẫn nhau".
Trương Mạc biết chuyện, càng quý trọng Tào Tháo.

## Chống Tào Tháo
Năm 193, Thứ sử Duyện châu là Lưu Đại đánh quân Khăn Vàng bị tử trận, mọi người suy tôn Tào Tháo đang lên làm Thái thú Đông quận thay Lưu Đại. Cùng năm, vì việc Tào Tung cha Tào Tháo chết ở Từ châu, Tào Tháo quy trách nhiệm cho thứ sử Từ châu là Đào Khiêm, mang đại quân đi đánh Đào Khiêm. Trước khi đi, Tào Tháo bảo người nhà rằng:
"Nếu ta không về, hãy tới nương nhờ Mạnh Trác".
Lúc đó Lã Bố bỏ Viên Thiệu đi theo Trương Dương, qua chỗ Trương Mạc, sắp từ biệt, cầm tay cùng thề. Viên Thiệu nghe tin ông kết thân với Lã Bố, rất hận. Trương Mạc sợ Tào Tháo sẽ ngả theo giúp Viên Thiệu đánh mình, trong lòng không yên.
Năm 194, Tào Tháo đang tác chiến ở Từ châu chống lại Đào Khiêm. Trương Mạc nghe theo lời khuyên của mưu sĩ Trần Cung, cùng em là Trương Siêu và các Tòng sự trung lang Hứa Dĩ, Vương Khải hợp mưu chống lại Tào Tháo.
Gặp lúc Tào Tháo sai Trần Cung đem binh đóng đồn ở Đông Quận, Trần Cung bèn dẫn quân sang phía đông đón Lã Bố về, tôn làm Duyện châu mục, chiếm huyện Bộc Dương; quận huyện đều hưởng ứng, riêng các huyện Quyên Thành, Đông A và Phạm là cố giữ giúp Tào Tháo. Tào Tháo dẫn quân về đánh Lã Bố. Năm 195, Tào Tháo thu phục hết các thành, Lã Bố thua trận chạy sang Từ châu đến chỗ Lưu Bị.
Đuổi được Lã Bố, Tào Tháo quay sang đánh anh em họ Trương. Trương Mạc vẫn theo Lã Bố, để em là Trương Siêu đem người nhà đóng đồn ở Ung Khâu, bản thân ông chạy đến Hoài Nam chỗ quân phiệt Viên Thuật xin viện binh. Nhưng ông đi chưa đến nơi thì bị thủ hạ phản lại, giết chết. Tào Tháo vây đánh trong 4 tháng, giết sạch thành Ung Khâu, Trương Siêu tự sát.
Các sử gia Trung Quốc bình luận rằng: Đáng tiếc là anh em họ Trương nghĩa khí như vậy lại chết vì một kẻ không ra gì như Lã Bố!